# Constantino Diógenes (filho de Romano IV)
Constantino Diógenes (em grego: Κωνσταντίνος Διογένης; m. 1073) foi um bizantino do século XI, filho do imperador Romano IV Diógenes (r. 1068–1071) com sua primeira esposa de nome desconhecido, filha de Alusiano da Bulgária (r. 1041). Nomeado em honra a seu avô, o general Constantino Diógenes (d. 1032), foi excluído da linha de sucessão quando seu pai casou-se com a imperatriz-viúva Eudócia Macrembolitissa (r. 1059–1071) em 1068.
Casou-se com Teodora Comnena, irmã do mais tarde imperador Aleixo I Comneno (r. 1081–1118), em algum momento durante o reinado de seu pai. A filha deles, Ana Diogenissa, tornar-se-ia grã-princesa sérvia depois que se casou com Uros I (r. 1112–1145).  Constantino morreu em combate em 1073. Um aventureiro que fingiu ser ele nos anos 1090, invadiu o Império Bizantino com ajuda cumana em 1095.